# 賴瑞·卡爾頓
賴瑞·卡爾頓（英語：Larry Eugene Carlton，1948年3月2日—）是美國爵士、搖滾以及流行音樂吉他手，早期為職業錄音樂手（session player），後來漸漸發展出個人的音樂事業。卡爾頓曾獲得三座葛萊美獎，包括像是熱門電視影集（Hill Street Blues）的主題曲。他同時是歌手凡妮莎·卡爾頓（Vanessa Carlton）的叔叔。2010年6月與日本搖滾樂團B'z吉他手松本孝弘合作，於世界各處巡迴演出，並推出演奏專輯〈Take Your Pick〉，並獲得第53屆葛萊美獎流行音樂類最佳演奏專輯獎